# Белланди, Аличе
Аличе Белланди (итал. Alice Bellandi; род. 28 ноября 1998, Брешиа, Ломбардия) — итальянская дзюдоистка, олимпийская чемпионка 2024 года, чемпионка мира 2025 года, вице-чемпионка мира 2024 года, бронзовый призёр чемпионата мира 2023 года, призёр чемпионатов Европы. Участница летних Олимпийских игр 2020 года. Участница II Европейских игр 2019 года.

## Биография
Аличе Белланди борется в весовой категории до 78 килограммов и представляет Италию на международной спортивной арене.
В 2018 году она победила и на чемпионате мира и на чемпионате Европы среди юниоров. 
В 2019 году она выступила на II Европейских играх в Минске в категории до 70 килограммов. Во втором раунде соревнований она уступила француженке Мари-Ив Гайе. 
В начале 2021 года она квалифицировалась на летние Олимпийские игры 2020 года в весовой категории до 70 кг. Сумела дойти до четвертьфинала, в котором уступила нидерландской дзюдоистке Санне Ван Дейке. 
На чемпионате Европы 2022 года в Софии в поединке за бронзу победила немку Луизу Мальцан. 
В мае 2023 года, в столице Катаре, на чемпионате мира, итальянская дзюдоистка в весовой категории до 78 кг стала обладателем бронзовой медали, в поединке за третье место победив олимпийскую чемпионку Токио Сори Хамаду.
Весной 2024 года на предолимпийском чемпионате мира, который состоялся в Объединённых Арабских Эмиратах, Аличе уступила в финале сопернице из Германии Анну-Марию Вагнер.
На летних Олимпийских играх 2024 года в Париже Аличе завоевала золотую медаль, одолев в финале израильскую спортсменку Инбар Ланир.
В июне 2025 года на чемпионате мира в Будапеште в весовой категории до 78 кг завоевала золотую медаль. В схватке за титул одолела соперницу из Германии Анну Монту Олек.